# Кошта-да-Капарика
Кошта-да-Капарика (порт. Costa da Caparica) — небольшой населенный пункт (фрегезия) в Португалии, входит в округ Сетубал. Является составной частью муниципалитета Алмада. Находится в составе крупной городской агломерации Большой Лиссабон. По старому административному делению входил в провинцию Эштремадура. Входит в экономико-статистический субрегион Полуостров Сетубал, который входит в Лиссабонский регион. Население составляет 11 707 человек на 2001 год. Занимает площадь 10,88 км².
Покровителем района считается Святой Иоанн (порт. S.João).
Кошта-да-Капарика знаменита полосой песчаного пляжа длиной около 20 км, вдоль которой ходит трамвай. Это излюбленное место отдыха жителей Лиссабона.

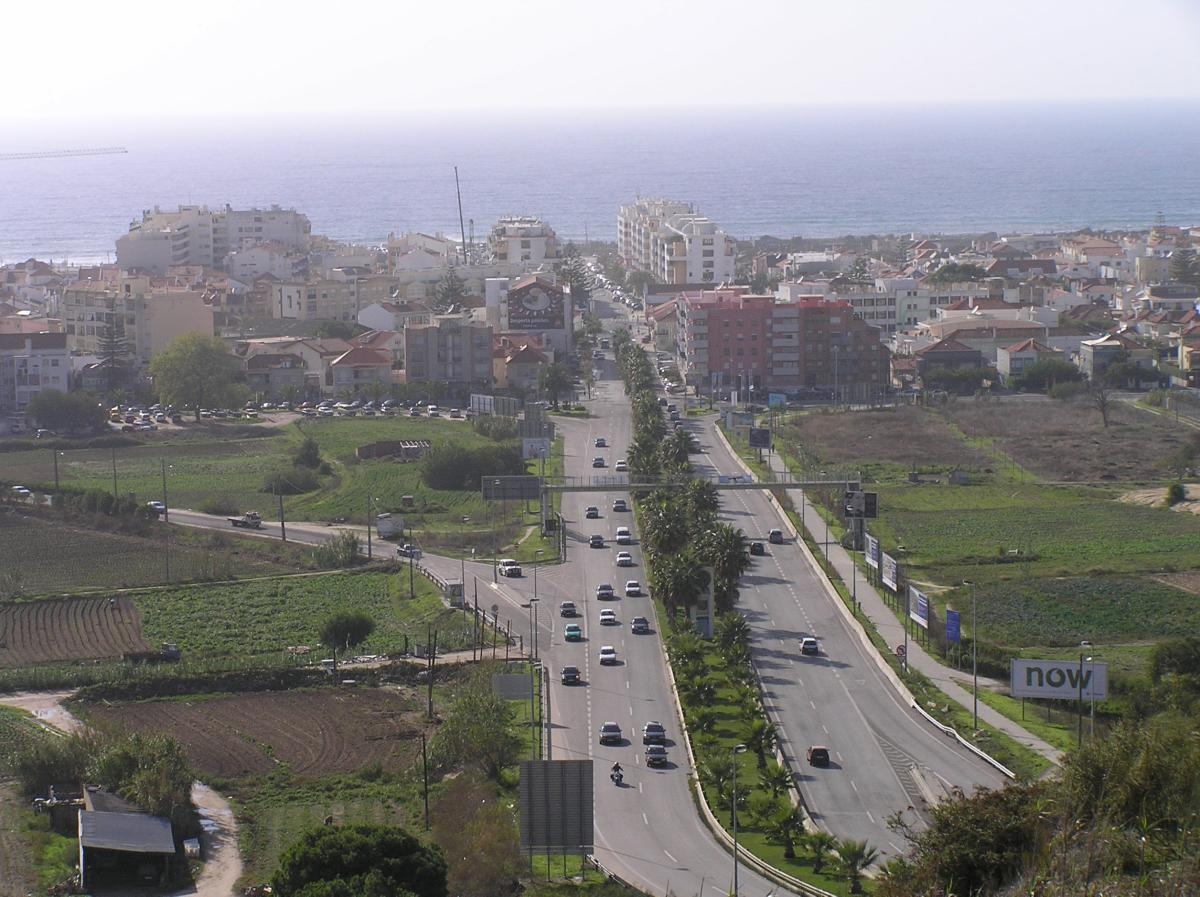
Панорама Кошта-да-Капарика

В последнее время прибрежная зона активно застраивается.